# 1374
| 1374               |
| ------------------ |
| Dødsfald - Fødsler |
|                    |

| Gregoriansk kalender | 1374 MCCCLXXIV          |
| Ab urbe condita      | 2127                    |
| Armensk kalender     | 823 ԹՎ ՊԻԳ              |
| Kinesiske kalender   | 4070 – 4071 癸丑 – 甲寅 |
| Etiopisk kalender    | 1366 – 1367             |
| Jødisk kalender      | 5134 – 5135             |
| Hindukalendere       |                         |
| - Vikram Samvat      | 1429 – 1430             |
| - Shaka Samvat       | 1296 – 1297             |
| - Kali Yuga          | 4475 – 4476             |
| Iransk kalender      | 752 – 753               |
| Islamisk kalender    | 776 – 777               |

Konge i Danmark: Valdemar 4. Atterdag 1340 – 1375
Se også 1374 (tal)

## Dødsfald
- 19. juli – Francesco Petrarca (født 1304), italiensk digter og kartograf
- Efter 7. juli – Henrik af Sønderjylland, sidste hertug af Abelslægten.
- 1. december – Magnus Eriksson af Sverige (født 1316), svensk, norsk og skånsk konge.